# Eddie's Head
| Críticas profissionais | Críticas profissionais |
| Avaliações da crítica  | Avaliações da crítica  |
| Fonte                  | Avaliação              |
| ---------------------- | ---------------------- |
| Allmusic               | [ 1 ]                  |

Eddie's Head é um box do Iron Maiden, com a forma do da cabeça do mascote da banda, Eddie contendo os 12 primeiros álbuns da banda remasterizados, de Iron Maiden até Live at Donington, cada um com material bônus multimidia. Também contém um CD com extras.

## Álbuns
| 1. "Prowler" (Steve Harris) – 3:56 2. "Sanctuary" (Paul Di'Anno, Steve Harris, Dave Murray) – 3:16 3. "Remember Tomorrow" (Paul Di'Anno, Steve Harris) – 5:28 4. "Running Free" (Paul Di'Anno, Steve Harris) – 3:17 5. "Phantom of the Opera" (Steve Harris) – 7:07 6. "Transylvania" (Steve Harris) – 4:19 7. "Strange World" (Steve Harris) – 5:32 8. "Charlotte the Harlot" (Dave Murray) – 4:12 9. "Iron Maiden" (Steve Harris) – 3:38 | 1. "The Ides of March" (Harris) – 1:45 2. "Wrathchild" (Harris) – 2:54 3. "Murders in the Rue Morgue" (Harris) – 4:19 4. "Another Life" (Harris) – 3:22 5. "Genghis Khan" (Harris) – 3:06 6. "Innocent Exile" (Harris) – 3:53 7. "Killers" (Di'Anno, Harris) – 5:01 8. "Prodigal Son" (Harris) – 6:11 9. "Purgatory" (Harris) – 3:21 10. "Twilight Zone" (Harris, Murray) – 2:34 11. "Drifter" (Harris) – 4:48 | 1. "Invaders" (Harris) – 3:24 2. "Children of the Damned" (Harris) – 4:35 3. "The Prisoner" (Adrian Smith, Harris) – 6:04 4. "22 Acacia Avenue" (Smith) – 6:37 5. "The Number of the Beast" (Harris) – 4:48 6. "Run to the Hills" (Harris) – 3:54 7. "Gangland" (Smith, Clive Burr) – 3:48 8. "Total Eclipse" (Harris, Dave Murray, Burr) - 4:25 9. "Hallowed Be Thy Name" (Harris) – 7:14 |

| 1. "Where Eagles Dare" (Harris) – 6:10 2. "Revelations" (Bruce Dickinson) – 6:48 3. "Flight of Icarus" (Smith, Dickinson) – 3:51 4. "Die With Your Boots On" (Smith, Dickinson, Harris) – 5:28 5. "The Trooper" (Harris) – 4:10 6. "Still Life" (Murray, Harris) – 4:53 7. "Quest for Fire" (Harris) – 3:41 8. "Sun and Steel" (Dickinson, Smith) – 3:26 9. "To Tame a Land" (Harris) – 7:27 | 1. "Aces High" (Harris) – 4:29 2. "2 Minutes to Midnight" (Dickinson, Smith) – 5:59 3. "Losfer Words (Big 'Orra)" (Instrumental) (Harris) – 4:12 4. "Flash of the Blade" (Dickinson) – 4:02 5. "The Duellists" (Harris) – 6:06 6. "Back in the Village" (Dickinson, Smith) – 5:20 7. "Powerslave" (Dickinson) – 6:47 8. "Rime of the Ancient Mariner" (Harris) – 13:34 | 1. "Intro: Churchill's Speech" – 1:32 2. "Aces High" – 4:14 3. "2 Minutes to Midnight" – 5:16 4. "The Trooper" – 4:07 5. "Revelations" – 5:59 6. "Flight of Icarus" – 3:30 7. "Rime of the Ancient Mariner" – 14:06 8. "Powerslave" – 6:54 9. "The Number of the Beast" – 4:49 10. "Hallowed Be Thy Name" – 7:14 11. "Iron Maiden" – 4:02 12. "Run to the Hills" – 3:50 13. "Running Free" – 4:08 |

| 1. "Wrathchild" – 2:58 2. "22 Acacia Avenue" – 4:58 3. "Children of the Damned" – 4:21 4. "Die With Your Boots On" – 5:39 5. "Phantom of the Opera" – 7:01 | 1. "Caught Somewhere in Time" (Harris) – 7:25 2. "Wasted Years" (Smith) – 5:07 3. "Sea of Madness" (Smith) – 5:42 4. "Heaven Can Wait" (Harris) – 7:21 5. "The Loneliness of the Long Distance Runner" (Harris) – 6:31 6. "Stranger in a Strange Land " (Smith) – 5:44 7. "Déjà Vu" (Harris, Murray) – 4:56 8. "Alexander the Great" (Harris) – 8:37 | 1. "Moonchild" (Smith, Dickinson) – 5:39 2. "Infinite Dreams" (Harris) – 6:09 3. "Can I Play with Madness" (Smith, Dickinson, Harris) – 3:31 4. "The Evil That Men Do" (Smith, Dickinson, Harris) – 4:34 5. "Seventh Son of a Seventh Son" (Harris) – 9:53 6. "The Prophecy" (Murray, Harris) – 5:05 7. "The Clairvoyant" (Harris) – 4:27 8. "Only the Good Die Young" (Harris, Dickinson) – 4:41 |

| 1. "Tailgunner" (Dickinson, Harris) – 4:15 2. "Holy Smoke" (Dickinson, Harris) – 3:49 3. "No Prayer for the Dying" (Harris) – 4:23 4. "Public Enema Number One" (Dickinson, Murray) – 4:13 5. "Fates Warning" (Harris, Murray) – 4:12 6. "The Assassin" (Harris) – 4:35 7. "Run Silent Run Deep" (Dickinson, Harris) – 4:35 8. "Hooks in You" (Dickinson, Smith) – 4:08 9. "Bring Your Daughter... to the Slaughter" (Dickinson) – 4:45 10. "Mother Russia" (Harris) – 5:32 | 1. "Be Quick or Be Dead" (Dickinson, Janick Gers) – 3:24 2. "From Here to Eternity" (Harris) – 3:38 3. "Afraid to Shoot Strangers" (Harris) – 6:56 4. "Fear is the Key" (Dickinson, Gers) – 5:35 5. "Childhood's End" (Harris) – 4:40 6. "Wasting Love" (Dickinson, Gers) – 5:50 7. "The Fugitive" (Harris) – 4:54 8. "Chains of Misery" (Murray, Dickinson) – 3:37 9. "The Apparition" (Harris, Gers) – 3:54 10. "Judas Be My Guide" (Dickinson, Murray) – 3:08 11. "Weekend Warrior" (Harris, Gers) – 5:39 12. "Fear of the Dark" (Harris) – 7:18 | 1. "Number of the Beast" 2. "Trooper" 3. "Prowler" 4. "Transylvania" 5. "Remember Tomorrow" 6. "Where Eagles Dare" 7. "Sanctuary" 8. "Running Free" 9. "Run to the Hills" 10. "2 Minutes to Midnight" 11. "Iron Maiden" 12. "Hallowed Be Thy Name" |

| 1. "Be Quick or Be Dead" 2. "From Here to Eternity" 3. "Can I Play with Madness" 4. "Wasting Love" 5. "Tailgunner" 6. "Evil That Men Do" 7. "Afraid to Shoot Strangers" 8. "Bring Your Daughter.. To the Slaughter" 9. "Heaven Can Wait" 10. "The Clairvoyant" 11. "Fear of the Dark" | 1. "Be Quick or Be Dead" 2. "Number of the Beast" 3. "Wrathchild" 4. "From Here to Eternity" 5. "Can I Play with Madness" 6. "Wasting Love" 7. "Tailgunner" 8. "Evil That Men Do" 9. "Afraid to Shoot Strangers" 10. "Fear of the Dark" 11. "Bring Your Daughter.. To the Slaughter" 12. "Clairvoyant" 13. "Heaven Can Wait" 14. "Run to the Hills" | 1. "2 Minutes to Midnight" 2. "Iron Maiden" 3. "Hallowed Be Thy Name" 4. "The Trooper" 5. "Sanctuary" 6. "Running Free" |

| Escrito e narrado por Mike Hurst. Contém trechos de várias canções e entrevistas com Steve Harris, Dave Murray, Rod Smallwood e Blaze Bayley. 1. "Pt. 1: Early Maiden Days" 2. "Pt. 2: Groundwork" 3. "Pt. 3: Ascendancy" 4. "Pt. 4: Supremacy" 5. "Pt. 5: Legends" |